# Fraida Hassanatte
Fraida Hassanatte (19 marzo 2004) è una mezzofondista ciadiana.

## Biografia
Nel 2022 con il tempo di 4'22"62 ha stabilito il record nazionale del Ciad sui 1500 m e con il tempo di 9'36"99 quello dei 3000 m. Nel medesimo anno ha anche ricevuto delle convocazioni in nazionale, partecipando sia nei 5000 m che nei 1500 m ai Giochi della solidarietà islamica. Nel 2024 ha invece partecipato ai campionati africani, classificandosi in settima posizione nei 1500 m.
Successivamente nel 2025 ha stabilito numerosi altri record nazionali sulle varie distanze tipiche del mezzofondo (800 m e 5000 m) e fondo (10 km e mezza maratona).

## Palmarès
| Anno | Manifestazione | Sede   | Evento       | Risultato | Prestazione | Note |
| ---- | -------------- | ------ | ------------ | --------- | ----------- | ---- |
| 2024 | Africani       | Douala | 5000 m piani | 7ª        | 4'26"88     |      |

## Altre competizioni internazionali
2022
- Argento alla Stramilano ( Milano) - 1h16'01"
- Argento al Memorial Davide Boroni ( Brescia), 3000 m piani - 9'36"99
- 10ª ai Giochi della solidarietà islamica ( Konya), 5000 m piani - 17'38"7
- 7ª ai Giochi della solidarietà islamica ( Konya), 1500 m piani - 4'28"72

2025
- 8ª alla Stramilano ( Milano) - 1h13'28"
- Oro alla ESET WMD-Night ( Busto Arsizio), 5000 m piani - 16'16"01
- Oro alla Innovation Run ( Stezzano) - 33'41"
- Argento alla Dk race ( Monza) - 33'16"
- Bronzo al Meeting Internazionale di San Vendemiano ( San Vendemiano), 800 m piani - 2'08"06